# Punti più elevati delle province italiane
| Italia | Monte Bianco | 4810,90 m |

## Valle d'Aosta
| Regione       | Punto più elevato | Altezza   |
| ------------- | ----------------- | --------- |
| Valle d'Aosta | Monte Bianco      | 4810,90 m |

## Piemonte
| Provincia            | Punto più elevato             | Altezza |
| -------------------- | ----------------------------- | ------- |
| Alessandria          | Monte Chiappo                 | 1700 m  |
| Asti                 | Bric Puschera                 | 845 m   |
| Biella               | Monte Mars                    | 2600 m  |
| Cuneo                | Monviso                       | 3841 m  |
| Novara               | versante sudest del Mottarone | 1395 m  |
| Torino               | Roc (Gran Paradiso)           | 4026 m  |
| Verbano-Cusio-Ossola | Grenzgipfel (Monte Rosa)      | 4618 m  |
| Vercelli             | Punta Gnifetti (Monte Rosa)   | 4559 m  |

## Liguria
| Provincia | Punto più elevato | Altezza |
| --------- | ----------------- | ------- |
| Genova    | Monte Maggiorasca | 1804 m  |
| Imperia   | Monte Saccarello  | 2201 m  |
| La Spezia | Monte Gottero     | 1639 m  |
| Savona    | Monte Galero      | 1708 m  |

## Lombardia
| Provincia       | Punto più elevato             | Altezza |
| --------------- | ----------------------------- | ------- |
| Bergamo         | Pizzo di Coca                 | 3053 m  |
| Brescia         | Adamello                      | 3539 m  |
| Como            | anticima sud del Pizzo Paglia | 2550 m  |
| Cremona         | presso Rivolta d'Adda         | 110 m   |
| Lecco           | Monte Legnone                 | 2609 m  |
| Lodi            | presso Graffignana            | 119 m   |
| Mantova         | La Rocca, Solferino           | 205 m   |
| Milano          | presso Rescaldina             | 239 m   |
| Monza e Brianza | presso Besana Brianza         | 375 m   |
| Pavia           | Monte Lesima                  | 1724 m  |
| Sondrio         | Punta Perrucchetti (Bernina)  | 4020 m  |
| Varese          | Monte Polà                    | 1655 m  |

## Trentino-Alto Adige
| Provincia | Punto più elevato | Altezza |
| --------- | ----------------- | ------- |
| Bolzano   | Ortles            | 3902 m  |
| Trento    | Cevedale          | 3769 m  |

## Veneto
| Provincia | Punto più elevato | Altezza |
| --------- | ----------------- | ------- |
| Belluno   | Marmolada         | 3343 m  |
| Padova    | Monte Venda       | 601 m   |
| Rovigo    | presso Bergantino | 15 m    |
| Treviso   | Monte Grappa      | 1775 m  |
| Venezia   | presso Noale      | 18 m    |
| Verona    | Monte Baldo       | 2218 m  |
| Vicenza   | Cima Dodici       | 2341 m  |

## Friuli-Venezia Giulia
| Provincia | Punto più elevato | Altezza |
| --------- | ----------------- | ------- |
| Gorizia   | Monte Sabotino    | 609 m   |
| Pordenone | Cima dei Preti    | 2703 m  |
| Trieste   | Monte Cocusso     | 672 m   |
| Udine     | Monte Coglians    | 2780 m  |

## Emilia-Romagna
| Provincia     | Punto più elevato      | Altezza |
| ------------- | ---------------------- | ------- |
| Bologna       | Corno alle Scale       | 1945 m  |
| Ferrara       | presso Terre del Reno  | 19 m    |
| Forlì-Cesena  | Monte Falco est        | 1650 m  |
| Modena        | Monte Cimone           | 2165 m  |
| Parma         | Monte Sillara          | 1861 m  |
| Piacenza      | Monte Bue              | 1780 m  |
| Ravenna       | Monte Macchia dei Cani | 966 m   |
| Reggio Emilia | Monte Cusna            | 2121 m  |
| Rimini        | Monte Carpegna est     | 1406 m  |

## Toscana
| Provincia     | Punto più elevato          | Altezza |
| ------------- | -------------------------- | ------- |
| Arezzo        | Monte Falco                | 1658 m  |
| Firenze       | Monte Falco                | 1658 m  |
| Grosseto      | Monte Amiata               | 1738 m  |
| Livorno       | Monte Capanne              | 1019 m  |
| Lucca         | Monte Prado                | 2054 m  |
| Massa-Carrara | Monte Alto                 | 1904 m  |
| Pisa          | Monte Pisano (Monte Serra) | 917 m   |
| Pistoia       | Alpe tre Potenze           | 1940 m  |
| Prato         | Monte della Scoperta       | 1278 m  |
| Siena         | Monte Amiata               | 1738 m  |

## Marche
| Provincia       | Punto più elevato | Altezza |
| --------------- | ----------------- | ------- |
| Ancona          | Serra Santa       | 1421 m  |
| Ascoli Piceno   | Monte Vettore     | 2476 m  |
| Fermo           | Monte Priora      | 2333 m  |
| Macerata        | Pizzo Berro       | 2259 m  |
| Pesaro e Urbino | Monte Catria      | 1701 m  |

## Umbria
| Provincia | Punto più elevato  | Altezza |
| --------- | ------------------ | ------- |
| Perugia   | Cima del Redentore | 2448 m  |
| Terni     | Monte Aspra        | 1652 m  |

## Lazio
| Provincia | Punto più elevato | Altezza |
| --------- | ----------------- | ------- |
| Frosinone | Monte Meta        | 2241 m  |
| Latina    | Monte Petrella    | 1533 m  |
| Rieti     | Monte Gorzano     | 2458 m  |
| Roma      | Monte Autore      | 1853 m  |
| Viterbo   | Monte Cimino      | 1053 m  |

## Abruzzo
| Provincia | Punto più elevato                | Altezza |
| --------- | -------------------------------- | ------- |
| L'Aquila  | Monte Amaro                      | 2793 m  |
| Chieti    | Monte Amaro                      | 2793 m  |
| Pescara   | Monte Amaro                      | 2793 m  |
| Teramo    | Corno Grande (vetta occidentale) | 2912 m  |

## Molise
| Provincia  | Punto più elevato | Altezza |
| ---------- | ----------------- | ------- |
| Campobasso | La Gallinola      | 1923 m  |
| Isernia    | Monte Meta est    | 2185 m  |

## Campania
| Provincia | Punto più elevato             | Altezza |
| --------- | ----------------------------- | ------- |
| Avellino  | Monte Cervialto               | 1809 m  |
| Benevento | Monte Mutria                  | 1822 m  |
| Caserta   | Punta Giulia (Gallinola)      | 1917 m  |
| Napoli    | Monte Sant'Angelo a Tre Pizzi | 1444 m  |
| Salerno   | Cervati                       | 1898 m  |

## Basilicata
| Provincia | Punto più elevato | Altezza |
| --------- | ----------------- | ------- |
| Matera    | Monte dell'Impiso | 1319 m  |
| Potenza   | Monte Pollino     | 2248 m  |

## Puglia
| Provincia             | Punto più elevato      | Altezza |
| --------------------- | ---------------------- | ------- |
| Bari                  | presso Torre Disperata | 680 m   |
| Barletta-Andria-Trani | Torre Disperata        | 686 m   |
| Brindisi              | Monte Signora Pulita   | 414 m   |
| Foggia                | Monte Cornacchia       | 1151 m  |
| Lecce                 | presso Parabita        | 198 m   |
| Taranto               | Monte Sorresso         | 524 m   |

## Calabria
| Provincia       | Punto più elevato     | Altezza |
| --------------- | --------------------- | ------- |
| Catanzaro       | Monte Gariglione      | 1765 m. |
| Cosenza         | Serra Dolcedorme      | 2267 m. |
| Crotone         | Monte Femminamorta    | 1723 m. |
| Reggio Calabria | Montalto (Aspromonte) | 1956 m. |
| Vibo Valentia   | Monte Pecoraro        | 1423 m. |

## Sicilia
| Provincia     | Punto più elevato | Altezza |
| ------------- | ----------------- | ------- |
| Agrigento     | Monte Cammarata   | 1578 m  |
| Caltanissetta | Cozzo Calabò      | 899 m   |
| Catania       | Etna              | 3403 m  |
| Enna          | Monte Sambughetti | 1558 m  |
| Messina       | Monte Soro        | 1847 m  |
| Palermo       | Pizzo Carbonara   | 1979 m  |
| Ragusa        | Monte Lauro sud   | 971 m   |
| Siracusa      | Monte Lauro       | 986 m   |
| Trapani       | Monte Sparagio    | 1110 m  |

## Sardegna
| Provincia    | Punto più elevato              | Altezza |
| ------------ | ------------------------------ | ------- |
| Cagliari     | Monte Is Caravius              | 1113 m  |
| Sud Sardegna | Monte Perdedu                  | 1334 m  |
| Nuoro        | Punta La Marmora (Gennargentu) | 1834 m  |
| Oristano     | Monte Urtigu                   | 1050 m  |
| Sassari      | Monte Limbara                  | 1362 m  |